# Entosthodon bolanderi
Entosthodon bolanderi là một loài Rêu trong họ Funariaceae. Loài này được Lesq. mô tả khoa học đầu tiên năm 1865.